# 細岡展望台

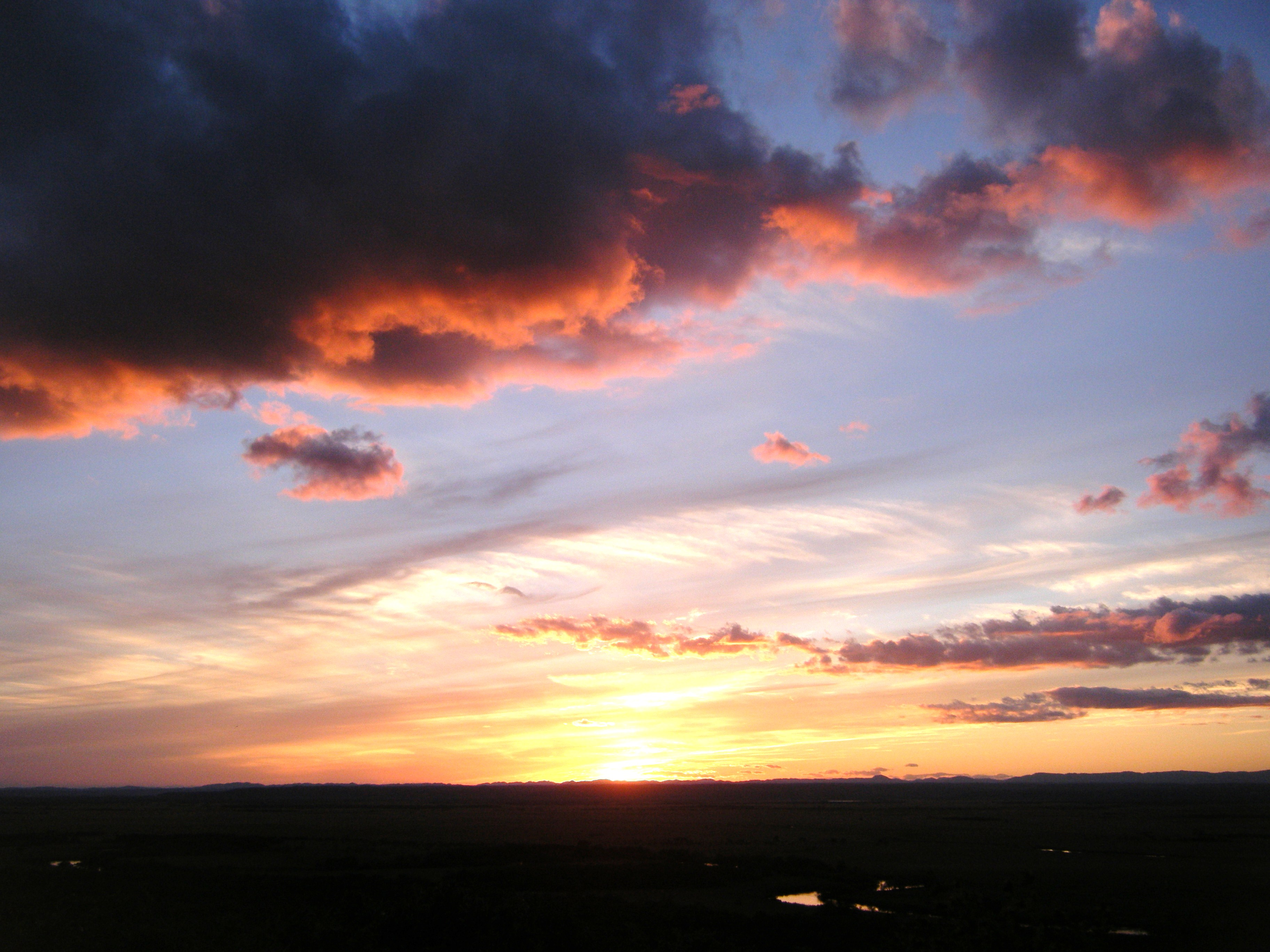
第二展望台からの夕焼け（2010年9月）

細岡展望台（ほそおかてんぼうだい）とは、北海道釧路郡釧路町字達古武22-9にある展望台である。

## 概要
釧路湿原の東端に位置し、展望台からは蛇行する釧路川や宮島岬などを一望できる。晴れた日は阿寒山系を望むこともでき、夕方は夕日が美しい。
展望台は第一展望台と第二展望台の2か所があり、それぞれ視野の違うものとなっている。

## 立地
JR北海道釧網本線釧路湿原駅より徒歩約20分。釧路駅から車で約25km。道路が林道であるため、大型バスの通行はできない。乗用車や中型バスは、路肩が狭いため、通行には注意を要する。
駅からの中間地点ほどに細岡ビジターズラウンジがあり、無料で休憩できるほか、四季折々の釧路湿原を撮影した写真なども展示されており、食事も取ることができる。